# Salzausfall

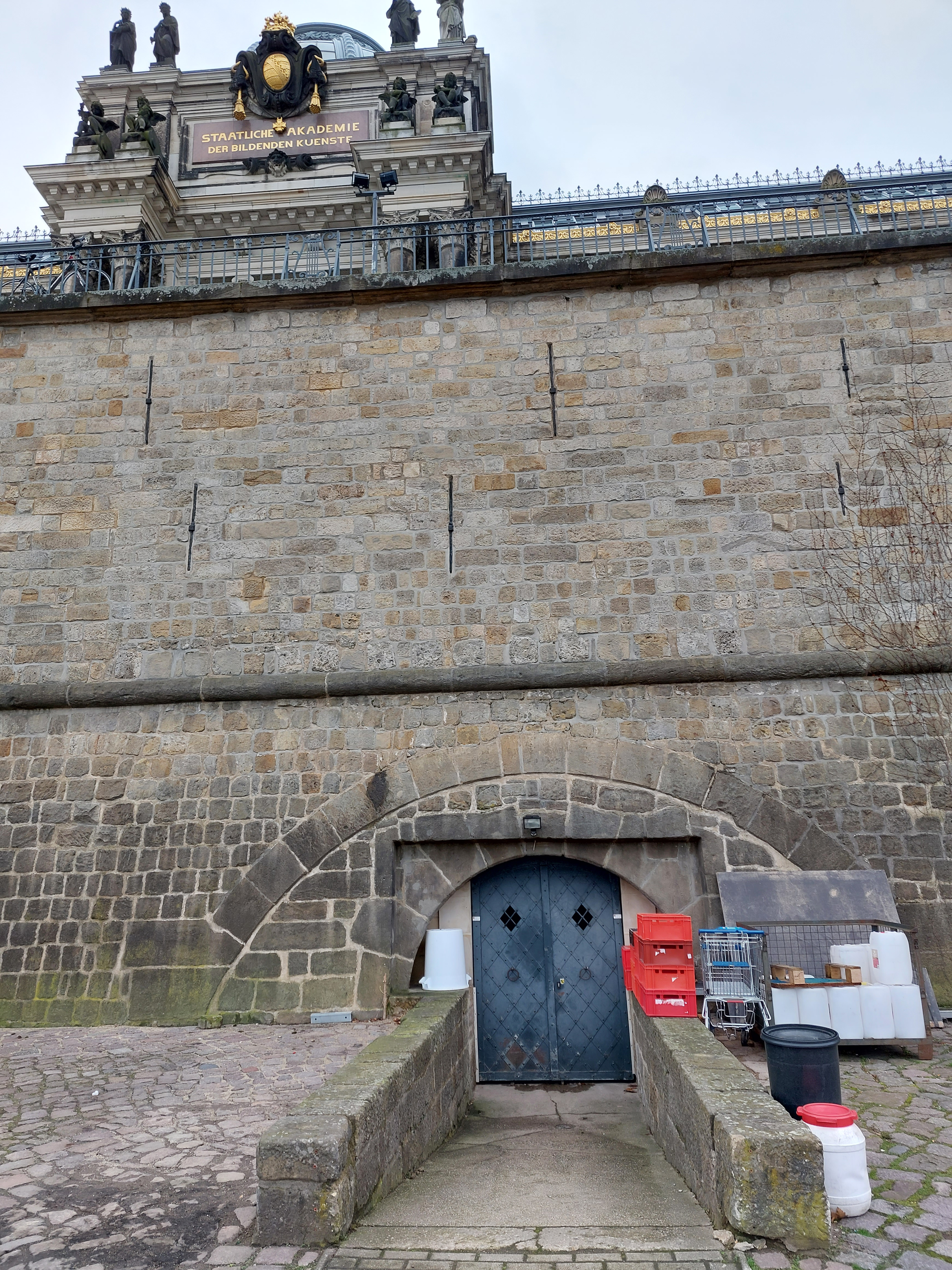
Salzausfall im Zustand von 2022

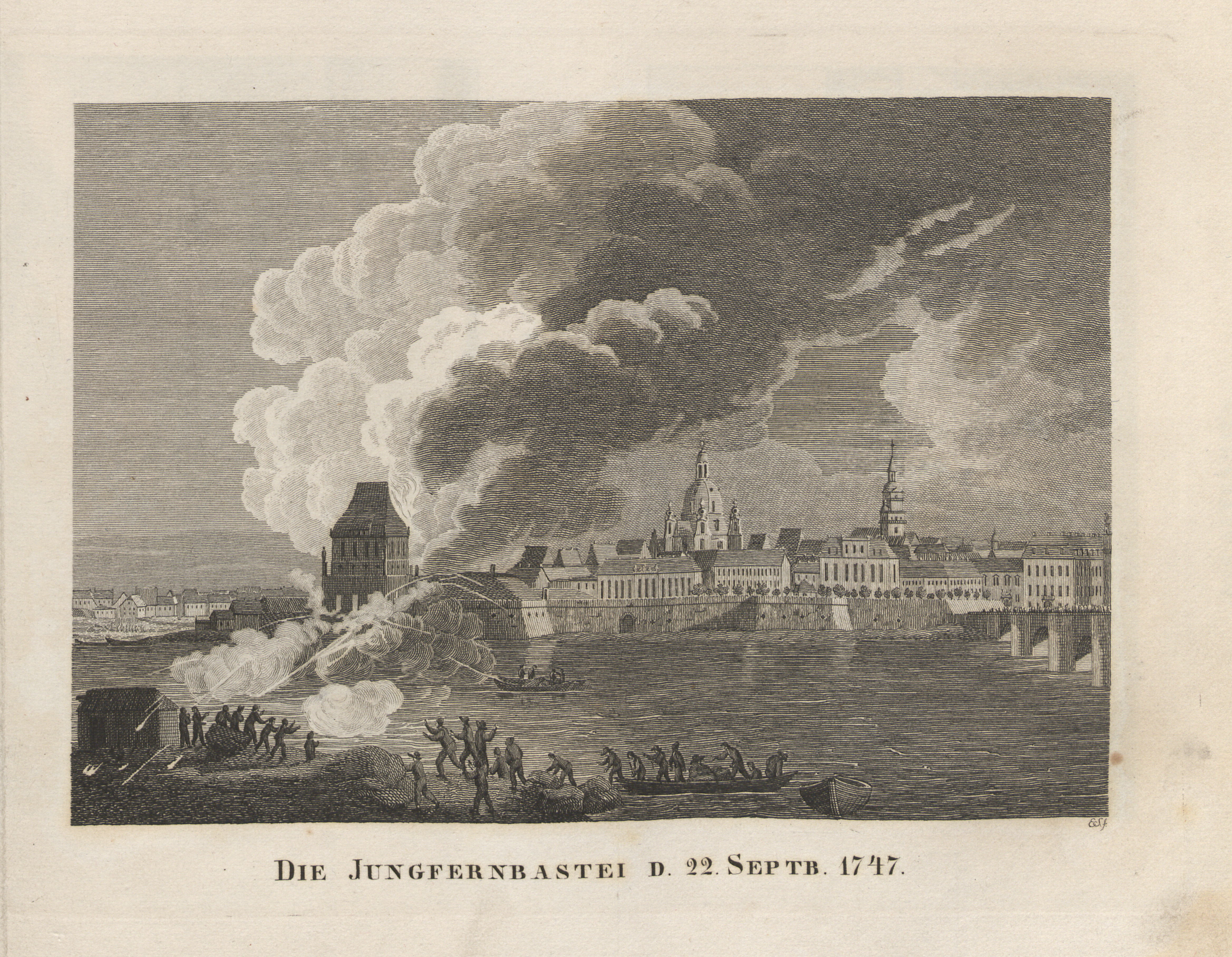
Salzausfall auf einer Lithographie im Zustand von 1747 (Tor in der Mitte der Festungsmauer)

Der Salzausfall, auch als Arsenalspforte bezeichnet, war ein nur von der Elbe her zugänglicher Kanal, der in die Festung Dresden führte und auf dem Salz und andere Lebensmittel in das damalige Arsenal transportiert wurden. Nach der Demolierung der Dresdner Festung ab 1809 wurde er funktionslos, blieb aber unterhalb der Brühlschen Terrasse erhalten und wird heute als Lagerraum genutzt.

## Geschichte
Im Jahr 1541 wurde Caspar Vogt von Wierandt in den Dienst der sächsischen Kurfürsten als Zeugmeister eingestellt. 1545 wurde er „Oberzeugmeister und Baumeister über den Festungsbau“. Von ihm stammen die Pläne für den 1546 begonnenen Umbau der Dresdner Befestigungsanlagen nach niederländisch-italienischem Vorbild. Erste Aufgabe war die Befestigung der Festung nach Norden, wobei die Elbe eine natürliche Grenze darstellte. Gleichwohl begannen die Arbeiten im Westen der Elbbrücke und wurden dann zunächst Richtung Landseite fortgesetzt.
Erst gegen Mitte der 1550er Jahre konnte der Ausbau der nördlichen Festungsmauer in Angriff genommen werden, die Armierungsplanung für die Elbfront stammt von 1552. In diesem Zusammenhang fällt auch die Planung eines „Arsenals“ zwischen Großer Fischergasse im Westen (heute überbaut) und den östlichen Festungsmauern sowie dem Frauenkirchenareal im Süden als am besten dafür geeigneter Raum. Hier stand allerdings die Zugänglichkeit des kurfürstlichen Gebietes in Frage, wäre dies so nur durch die neu geplanten und zwischenzeitlich errichteten Stadttore, die unter städtischer Hoheit standen, möglich gewesen. Dafür wurde die eigens konzipierte Arsenalspforte geschaffen, praktisch ein Kanal, der direkt von der Elbe unter der nördlichen Festungsmauer hindurch bis in das Arsenalgebiet führte und kurfürstlicher Hoheit unterstand.
Da auf ihm auch das von Hamburg bezogene Salz angeliefert wurde, das dann im sogenannten „Boy-Haus“ („Boy“, auch „Bay“ genannt, war die mittelalterliche Bezeichnung für das gelieferte Meersalz) gelagert wurde, dieser Kanal aber auch für mögliche Ausfälle im Falle von Belagerungen genutzt werden konnte, wurde der Zugang als Salzausfall bezeichnet. Ab 1567 wurde das gelieferte Salz im Arsenal, im Siedehaus, wieder versotten, um als gewöhnliches Küchensalz für die Hofstatt, die Garnison und den Dresdner Salzschank verkauft zu werden; 1580 hatte der Kurfürst vereinbart, dass jährlich 300 Lasten „Boysalz“ von Hamburg nach Dresden geliefert werden. Dies brachte erheblichen Gewinn für den Fiskus.
Das bekannteste Gebäude des (alten) Arsenals war das Dresdner Zeughaus, das spätere Albertinum, ebenfalls von Vogt von Wierandt geplant; Reste der alten Roßmühle, die für die Vermahlung des gelieferten Getreides benötigt wurde, später als Pulverturm genutzt, befinden sich noch heute unterhalb des Coselpalais. Der Straßenname „Salzgasse“ östlich der Dresdner Frauenkirche wiederum erinnert noch heute an Siedehaus und Salzschank.
Im Jahr 1809 begann die Demolierung der Festung Dresden, bei der jedoch entschieden wurde, die privat genutzte nördliche Festungsmauer auch als Hochwasserschutz zu erhalten (die heutige Brühlsche Terrasse), das Arsenal wurde schrittweise umgesiedelt. Der dadurch funktionslos gewordene Salzausfall wurde aufgegeben. Durch den Bau einer Uferstraße, zunächst als Pfad ab 1820, später als Leinpfad und ab 1852 als Straße ausgebaut (heutiges Terrassenufer) war er auch praktisch von der Elbe abgeschnitten und wurde als Lagerraum genutzt. Von der Arsenalspforte blieb nur der obere Teil des Gewölbes erhalten und ist noch heute sowohl sichtbar, wie auch der Lagerraum als solcher von der Sächsischen Dampfschiffahrt genutzt wird.